# A Szombathelyi Haladás 2008–2009-es szezonja
A Szombathelyi Haladás 2008–2009-es szezonja szócikk a Szombathelyi Haladás első számú férfi labdarúgócsapatának egy szezonjáról szól, mely összességében az 53. idénye a csapatnak a magyar első osztályban. A klub fennállásának ekkor volt a 89. évfordulója. A csapat most került vissza az NB I-be.

## Mérkőzések
| Színmagyarázat | Színmagyarázat |
| -------------- | -------------- |
|                | Győzelem.      |
|                | Döntetlen.     |
|                | Vereség.       |

### Soproni Liga 2008–09

#### Őszi fordulók
| 1. forduló 2008. július 26. 20:00 |

| Haladás                                     | 2 – 1               | Győri ETO                                 |
| ------------------------------------------- | ------------------- | ----------------------------------------- |
| Tóth P. 42' Kuttor 45' Rajos 30' Molnár 49' | (2 – 0) Jegyzőkönyv | Bicák 50' Šupić 41' Bajzát 65' Kovács 67' |

| Rohonci úti stadion, Szombathely Nézőszám: 6 500 Játékvezető: Bede Ferenc (magyar) |

| 2. forduló 2008. augusztus 2. 20:00 |

| FC Fehérvár                                         | 1 – 0               | Haladás                                       |
| --------------------------------------------------- | ------------------- | --------------------------------------------- |
| Cesar Romero 24' Horváth 30' Dvéri 72' Csobánki 87' | (1 – 0) Jegyzőkönyv | Molnár 42' Rajos 48' Schimmer 57' Kenesei 70' |

| Sóstói Stadion, Székesfehérvár Nézőszám: 2 186 Játékvezető: Németh Ádám (magyar) |

| 3. forduló 2008. augusztus 9. 20:00 |

| Haladás                 | 3 – 0               | Nyíregyháza Spartacus    |
| ----------------------- | ------------------- | ------------------------ |
| Oross 39' Rajos 41' 50' | (2 – 0) Jegyzőkönyv | Lippai 24' Miskolczi 73' |

| Rohonci úti stadion, Szombathely Nézőszám: 5 500 Játékvezető: Szilasi Szabolcs (magyar) |

| 4. forduló 2008. augusztus 15. 19:00 |

| Újpest                                   | 1 – 0               | Haladás                       |
| ---------------------------------------- | ------------------- | ----------------------------- |
| Rajczi 9' Dudić 24' Lipták 32' Vaskó 90' | (1 – 0) Jegyzőkönyv | Rajos 8' Simon 81' Kuttor 86' |

| Szusza Ferenc Stadion, Budapest Nézőszám: 3 424 Játékvezető: Iványi Zoltán (magyar) |

| 5. forduló 2008. augusztus 22. 20:00 |

| Haladás                                                    | 5 – 0               | BFC Siófok                           |
| ---------------------------------------------------------- | ------------------- | ------------------------------------ |
| Guzmics 21' Rajos 26' Kenesei 48' (11-esből) 73' Oross 56' | (2 – 0) Jegyzőkönyv | Bašara 38' Mogyorósi 48' Forgács 51' |

| Rohonci úti stadion, Szombathely Nézőszám: 7 000 Játékvezető: Andó-Szabó Sándor (magyar) |

| 6. forduló 2008. augusztus 30. 20:00 |

| Haladás   | 1 – 0               | Vasas     |
| --------- | ------------------- | --------- |
| Rajos 34' | (1 – 0) Jegyzőkönyv | Balog 69' |

| Rohonci úti stadion, Szombathely Nézőszám: 8 500 Játékvezető: Arany Tamás (magyar) |

| 7. forduló 2008. szeptember 12. 19:00 |

| Debreceni VSC                                               | 2 – 2               | Haladás                                     |
| ----------------------------------------------------------- | ------------------- | ------------------------------------------- |
| Rudolf 18' 49' Oláh 80' Mészáros 53' Bíró 59′ Leandro 90+2' | (1 – 0) Jegyzőkönyv | Tóth P. 59' Takács 86' (öngól) Kovács 90+2' |

| Oláh Gábor utcai stadion, Debrecen Nézőszám: 4 500 Játékvezető: Bede Ferenc (magyar) Asszisztensek: Butkai Zsolt Szalai Zoltán |

| 8. forduló 2008. szeptember 20. 19:00 |

| Haladás                                           | 3 – 1               | Kecskeméti TE                     |
| ------------------------------------------------- | ------------------- | --------------------------------- |
| Rajos 15' Tóth P. 35' 56' Kenesei 61' Guzmics 29' | (2 – 0) Jegyzőkönyv | Koncz 68' Farkas 43' Menyhárt 79' |

| Rohonci úti stadion, Szombathely Nézőszám: 6 000 Játékvezető: Sulyok Gergely (magyar) |

| 9. forduló 2008. szeptember 28. 19:00 |

| Rákospalotai EAC               | 1 – 2               | Haladás                          |
| ------------------------------ | ------------------- | -------------------------------- |
| Torma 62' Szántai 27' Rása 29' | (0 – 1) Jegyzőkönyv | Kenesei 28' (11-esből) Vörös 54' |

| Budai II László Stadion, Budapest Nézőszám: 600 Játékvezető: Szilasi Szabolcs (magyar) |

| 10. forduló 2008. október 4. 18:00 |

| Haladás                             | 1 – 1               | Kaposvári Rákóczi                                    |
| ----------------------------------- | ------------------- | ---------------------------------------------------- |
| Oross 27' Tóth P. 86' Tóth N. 90+3' | (1 – 0) Jegyzőkönyv | Zahorecz 86' (11-esből) 63' Grúz 50' Kovácsevics 55' |

| Rohonci úti stadion, Szombathely Nézőszám: 6 000 Játékvezető: Andó-Szabó Sándor (magyar) |

| 11. forduló 2008. október 18. 15:00 |

| Budapest Honvéd | 0 – 1               | Haladás   |
| --------------- | ------------------- | --------- |
| Genito 44'      | (0 – 0) Jegyzőkönyv | Sipos 63' |

| Bozsik József Stadion, Budapest Nézőszám: 1 500 Játékvezető: Berger József (magyar) |

| 12. forduló 2008. október 25. 17:00 |

| Haladás               | 0 – 0               | MTK Budapest          |
| --------------------- | ------------------- | --------------------- |
| Oross 53' Tóth P. 89′ | (0 – 0) Jegyzőkönyv | Lencse 83' Zsidai 88' |

| Rohonci úti stadion, Szombathely Nézőszám: 6 000 Játékvezető: Szabó Zsolt (magyar) |

| 13. forduló 2008. november 1. 18:00 |

| Diósgyőr                                     | 1 – 0               | Haladás                                                          |
| -------------------------------------------- | ------------------- | ---------------------------------------------------------------- |
| Kamber 25' Takács 26' Miličić 73' Búrány 85' | (1 – 0) Jegyzőkönyv | Molnár 5' Vörös 35' Rajos 62' Kuttor 82′ Tóth N. 87' Sipos 90+1' |

| DVTK-stadion, Miskolc Nézőszám: 2 500 Játékvezető: Takács János (magyar) |

| 14. forduló 2008. november 8. 18:00 |

| Haladás    | 0 – 1               | Paksi FC                             |
| ---------- | ------------------- | ------------------------------------ |
| Molnár 81' | (0 – 1) Jegyzőkönyv | Tököli 4' 75' Heffler 18' Pandur 35' |

| Rohonci úti stadion, Szombathely Nézőszám: 6 000 Játékvezető: Sulyok Gergely (magyar) |

| 15. forduló 2008. november 15. 18:00 |

| Zalaegerszegi TE                                         | 3 – 2               | Haladás                                      |
| -------------------------------------------------------- | ------------------- | -------------------------------------------- |
| Méyé 28' Waltner 32' (11-esből) Tóth Z. 87' 87' Máté 53' | (2 – 0) Jegyzőkönyv | Andorka 76' Rajos 80' Schimmer 45' Oross 53' |

| ZTE Aréna, Zalaegerszeg Nézőszám: 8 857 Játékvezető: Solymosi Péter (magyar) |

#### Tavaszi fordulók
| 16. forduló 2009. május 13. 19:00 |

| Győri ETO                                    | 3 – 3               | Haladás                           |
| -------------------------------------------- | ------------------- | --------------------------------- |
| Bajzát 27' Kink 46' Alekszidze 77' Bicák 40' | (1 – 0) Jegyzőkönyv | Sipos 61' 91' 90+1' Csontos 90+2' |

| ETO Park, Győr Nézőszám: 6 000 Játékvezető: Arany Tamás (magyar) |

- Elhalasztott mérkőzés.

| 17. forduló 2009. május 5. 19:00 |

| Haladás                          | 2 – 1               | FC Fehérvár                  |
| -------------------------------- | ------------------- | ---------------------------- |
| Kenesei 49' Vörös 70' Iszlai 65' | (0 – 1) Jegyzőkönyv | Oross 15' (öngól) Farkas 75' |

| Rohonci úti stadion, Szombathely Nézőszám: 6 000 Játékvezető: Solymosi Péter (magyar) |

- Elhalasztott mérkőzés.

| 18. forduló 2009. március 7. 18:00 |

| Nyíregyháza Spartacus              | 0 – 2               | Haladás                                      |
| ---------------------------------- | ------------------- | -------------------------------------------- |
| Perényi 43' Goia 75′ Mboussi 90+2′ | (0 – 0) Jegyzőkönyv | Sipos 53' Kenesei 76' (11-esből) Andorka 86' |

| Nyíregyháza Városi Stadion, Nyíregyháza Nézőszám: 2 000 Játékvezető: Kassai Viktor (magyar) |

| 19. forduló 2009. március 13. 19:00 |

| Haladás               | 0 – 2               | Újpest                                                |
| --------------------- | ------------------- | ----------------------------------------------------- |
| Tóth P. 55' Sipos 83' | (0 – 1) Jegyzőkönyv | Tisza 8' Foxi 58' Bori 20' Mijadinoszki 61' Simek 87′ |

| Rohonci úti stadion, Szombathely Nézőszám: 7 000 Játékvezető: Szabó Zsolt (magyar) |

| 20. forduló 2009. március 21. 18:00 |

| BFC Siófok                                  | 0 – 1               | Haladás                |
| ------------------------------------------- | ------------------- | ---------------------- |
| Horváth 30' Nagy 41' Hegedűs 68' Ndjodo 78' | (0 – 0) Jegyzőkönyv | Vörös 90+2' Molnár 34' |

| Révész Géza utcai stadion, Siófok Nézőszám: 1 000 Játékvezető: Szilasi Szabolcs (magyar) |

| 21. forduló 2009. április 5. 17:30 |

| Vasas                                                            | 1 – 1               | Haladás                                      |
| ---------------------------------------------------------------- | ------------------- | -------------------------------------------- |
| Vukelja 71' Dobrić 13' Somorjai 33' Paripović 40′ Unierzyski 58' | (0 – 1) Jegyzőkönyv | Kenesei 41' Kovács 45' Sipos 53' Tóth N. 77' |

| Illovszky Rudolf Stadion, Budapest Nézőszám: 2 500 Játékvezető: Mészáros István (magyar) |

| 22. forduló 2009. április 11. 15:00 |

| Haladás                | 1 – 2               | Debreceni VSC                              |
| ---------------------- | ------------------- | ------------------------------------------ |
| Kenesei 60' Molnár 83' | (0 – 1) Jegyzőkönyv | Czvitkovics 32' 64' (11-esből) Komlósi 75' |

| Rohonci úti stadion, Szombathely Nézőszám: 6 000 Játékvezető: Solymosi Péter (magyar) |

| 23. forduló 2009. április 18. 20:00 |

| Kecskeméti TE                                   | 3 – 2               | Haladás                        |
| ----------------------------------------------- | ------------------- | ------------------------------ |
| Csordás 39' (11-esből) 77' Némedi 81' Čukić 75' | (1 – 1) Jegyzőkönyv | Mitrović 13' (öngól) Oross 72' |

| Széktói Stadion, Kecskemét Nézőszám: 2 500 Játékvezető: Arany Tamás (magyar) |

| 24. forduló 2009. április 25. 19:00 |

| Haladás              | 1 – 0               | Rákospalotai EAC                                        |
| -------------------- | ------------------- | ------------------------------------------------------- |
| Rajos 21' Kuttor 30' | (1 – 0) Jegyzőkönyv | Ambrusz 21' Sallai 25' Kovács 30' Pomper 77' Pintér 79' |

| Rohonci úti stadion, Szombathely Nézőszám: 4 000 Játékvezető: Andó-Szabó Sándor (magyar) |

| 25. forduló 2009. április 28. 19:00 |

| Kaposvári Rákóczi                                 | 2 – 3               | Haladás                                                               |
| ------------------------------------------------- | ------------------- | --------------------------------------------------------------------- |
| Nikolics 56' 52' Zahorecz 71' (11-esből) Pest 65' | (0 – 0) Jegyzőkönyv | Kenesei 60' 65' Oross 88' Schimmer 32' Rajos 34' Sipos 54' Iszlai 71' |

| Rákóczi Stadion, Kaposvár Nézőszám: 1 500 Játékvezető: Veizer Roland (magyar) |

| 26. forduló 2009. május 1. 19:00 |

| Haladás               | 1 – 0               | Budapest Honvéd                     |
| --------------------- | ------------------- | ----------------------------------- |
| Kenesei 40' Vörös 80' | (1 – 0) Jegyzőkönyv | Debreceni 37' Vólent 76' Vukmir 77' |

| Rohonci úti stadion, Szombathely Nézőszám: 6 500 Játékvezető: Kassai Viktor (magyar) |

| 27. forduló 2009. május 8. 19:00 |

| MTK Budapest         | 0 – 1               | Haladás                |
| -------------------- | ------------------- | ---------------------- |
| Urbán 48' Hrepka 72' | (0 – 1) Jegyzőkönyv | Kenesei 26' Molnár 81' |

| Hidegkuti Nándor Stadion, Budapest Nézőszám: 500 Játékvezető: Bede Ferenc (magyar) |

| 28. forduló 2009. május 16. 19:00 |

| Haladás                 | 1 – 0               | Diósgyőr                  |
| ----------------------- | ------------------- | ------------------------- |
| Oross 88' 88' Rajos 63' | (0 – 0) Jegyzőkönyv | Lakatos 33' Miličić 90+1′ |

| Rohonci úti stadion, Szombathely Nézőszám: 6 000 Játékvezető: Vad II. István (magyar) |

| 29. forduló 2009. május 23. 19:00 |

| Paksi FC             | 0 – 2               | Haladás                             |
| -------------------- | ------------------- | ----------------------------------- |
| Zováth 47' Szabó 86' | (0 – 0) Jegyzőkönyv | Kenesei 47' 44' Oross 56' Rózsa 68' |

| Fehérvári úti stadion, Paks Nézőszám: 3 000 Játékvezető: Iványi Zoltán (magyar) |

| 30. forduló 2009. május 30. 19:00 |

| Haladás                          | 1 – 2               | Zalaegerszegi TE                     |
| -------------------------------- | ------------------- | ------------------------------------ |
| Oross 71' Molnár 18' Tóth P. 27' | (0 – 0) Jegyzőkönyv | Pavićević 90' Balázs 90+2' Botis 35' |

| Rohonci úti stadion, Szombathely Nézőszám: 12 000 Játékvezető: Kassai Viktor (magyar) |

#### A bajnokság végeredménye
| #   | Csapat                    | M  | GY | D  | V  | G+ – G– | GK  | P  | Megjegyzések                  |
| --- | ------------------------- | -- | -- | -- | -- | ------- | --- | -- | ----------------------------- |
| 1.  | Debreceni VSC (B) (I)     | 30 | 21 | 5  | 4  | 70–29   | +41 | 68 | Bajnokok Ligája (selejtező)   |
| 2.  | Újpest (I)                | 30 | 17 | 8  | 5  | 61–38   | +23 | 59 | Európa-liga (2. selejtezőkör) |
| 3.  | Haladás Ú (I)             | 30 | 16 | 5  | 9  | 44–29   | +15 | 53 | Európa-liga (1. selejtezőkör) |
| 4.  | Zalaegerszegi TE          | 30 | 15 | 7  | 8  | 52–44   | +8  | 52 |                               |
| 5.  | Kecskeméti TE Ú           | 30 | 14 | 6  | 10 | 55–44   | +11 | 48 |                               |
| 6.  | FC Fehérvár               | 30 | 14 | 6  | 10 | 42–34   | +8  | 48 |                               |
| 7.  | MTK Budapest CV           | 30 | 13 | 6  | 11 | 43–41   | +2  | 45 |                               |
| 8.  | Győri ETO                 | 30 | 11 | 10 | 9  | 57–41   | +16 | 43 |                               |
| 9.  | Kaposvári Rákóczi         | 30 | 11 | 7  | 12 | 51–46   | +5  | 40 |                               |
| 10. | Vasas                     | 30 | 11 | 5  | 14 | 42–52   | −10 | 38 |                               |
| 11. | Paksi FC                  | 30 | 9  | 8  | 13 | 38–51   | −13 | 35 |                               |
| 12. | Diósgyőr                  | 30 | 9  | 6  | 15 | 29–45   | −16 | 33 |                               |
| 13. | Budapest Honvéd (KGY) (I) | 30 | 8  | 8  | 14 | 31–46   | −15 | 32 | Európa-liga (3. selejtezőkör) |
| 14. | Nyíregyháza Spartacus     | 30 | 7  | 11 | 12 | 32–41   | −9  | 32 |                               |
| 15. | BFC Siófok (K)            | 30 | 8  | 2  | 20 | 30–56   | −26 | 26 | NB II                         |
| 16. | Rákospalotai EAC (K)      | 30 | 3  | 6  | 21 | 33–73   | −40 | 15 | NB II                         |

Utolsó frissítés: 2013. február 19. 
Forrás: MLSZ adatbank 
A rangsorolás alapszabályai: 1. összpontszám, 2. győzelmek száma, 3. egymás elleni eredmények összpontszáma,  4. egymás elleni eredmények gólkülönbsége, 5. egymás elleni eredmények szerzett góljainak száma 6. gólkülönbség, 7. szerzett gólok száma.
(B): Bajnokcsapat, (K): Kieső csapat, (F): Feljutó csapat, (I): Kupainduló, (R): A rájátszás győztese, (KGY): Kupagyőztes

#### Az eredmények összesítése
Az alábbi táblázatban összesítve szerepelnek a Szombathelyi Haladás 2008/09-es bajnokságban elért eredményei.
| Ősz/tavasz (forduló)    | Otthon | Otthon | Otthon | Otthon | Otthon | Otthon | Otthon | Idegenben | Idegenben | Idegenben | Idegenben | Idegenben | Idegenben | Idegenben |
| Ősz/tavasz (forduló)    | M      | GY     | D      | V      | LG–KG  | GK     | P      | M         | GY        | D         | V         | LG–KG     | GK        | P         |
| ----------------------- | ------ | ------ | ------ | ------ | ------ | ------ | ------ | --------- | --------- | --------- | --------- | --------- | --------- | --------- |
| Őszi szezon (1–15.)     | 8      | 5      | 2      | 1      | 15–4   | +11    | 17     | 7         | 2         | 1         | 4         | 7–9       | –2        | 7         |
| Tavaszi szezon (16–30.) | 7      | 4      | 0      | 3      | 7–7    | 0      | 12     | 8         | 5         | 2         | 1         | 15–9      | +6        | 17        |
| Összesen (1–30.)        | 15     | 9      | 2      | 4      | 22–11  | +11    | 29     | 15        | 7         | 3         | 5         | 22–18     | +4        | 24        |

#### Helyezések fordulónként
| Forduló  | 1  | 2 | 3  | 4 | 5  | 6  | 7 | 8  | 9  | 10 | 11 | 12 | 13 | 14 | 15 | 16 | 17 | 18 | 19 | 20 | 21 | 22 | 23 | 24 | 25 | 26 | 27 | 28 | 29 | 30 |
| -------- | -- | - | -- | - | -- | -- | - | -- | -- | -- | -- | -- | -- | -- | -- | -- | -- | -- | -- | -- | -- | -- | -- | -- | -- | -- | -- | -- | -- | -- |
| Helyszín | O  | I | O  | I | O  | O  | I | O  | I  | O  | I  | O  | I  | O  | I  | I  | O  | I  | O  | I  | I  | O  | I  | O  | I  | O  | I  | O  | I  | O  |
| Eredmény | GY | V | GY | V | GY | GY | D | GY | GY | D  | GY | D  | V  | V  | V  | D  | GY | GY | V  | GY | D  | V  | V  | GY | GY | GY | GY | GY | GY | V  |
| Helyezés | 3  | 6 | 2  | 7 | 5  | 3  | 4 | 3  | 2  | 3  | 3  | 4  | 4  | 4  | 4  | 4  | 4  | 4  | 4  | 3  | 3  | 4  | 4  | 4  | 4  | 3  | 3  | 3  | 3  | 3  |

Helyszín: O = Otthon; I = Idegenben. Eredmény: GY = Győzelem; D = Döntetlen; V = Vereség.

### Magyar kupa
| 3. forduló 2008. szeptember 3. 15:30 |

| DAC 1912 FC          | 0 – 1               | Haladás                   |
| -------------------- | ------------------- | ------------------------- |
| Pásztor 37' Laki 83' | (0 – 0) Jegyzőkönyv | Vörös 70' 39' Balassa 65' |

| Győr Játékvezető: Szilasi Szabolcs (magyar) |

| 4. forduló 2008. szeptember 25. 18:00 |

| Ferencváros                        | 1 – 2               | Haladás                           |
| ---------------------------------- | ------------------- | --------------------------------- |
| Ferenczi 66' Dragóner 41' Tóth 62' | (0 – 2) Jegyzőkönyv | Kenesei 11' Guzmics 19' Rózsa 81' |

| Albert Flórián Stadion, Budapest Játékvezető: Szabó Zsolt (magyar) |

| 5. forduló Első mérkőzés 2008. október 10. 18:00 |

| Haladás                            | 3 – 2               | Győri ETO                               |
| ---------------------------------- | ------------------- | --------------------------------------- |
| Sipos 29' Oross 70' Kovács 77' 24' | (1 – 2) Jegyzőkönyv | Böőr 18' Stark 32' Nikolov 53' Bank 58' |

| Rohonci úti stadion, Szombathely Játékvezető: Solymosi Péter (magyar) |

| 5. forduló Visszavágó 2008. október 22. 18:00 |

| Győri ETO                                                      | 4 – 0               | Haladás                            |
| -------------------------------------------------------------- | ------------------- | ---------------------------------- |
| Bank 14' Józsi 24' Böőr 71' Bajzát 90+1' Šupić 75' Brnović 86' | (2 – 0) Jegyzőkönyv | Maikel 44' Tóth P. 60' Balassa 69' |

| ETO Park, Győr Nézőszám: 1 800 Játékvezető: Bede Ferenc (magyar) |

### Ligakupa

#### Csoportkör (B csoport)
| 1. forduló 2008. október 1. 15:30 |

| Győri ETO                                | 4 – 0               | Haladás    |
| ---------------------------------------- | ------------------- | ---------- |
| Tóth M. 2' Brnović 39' 44' Csermelyi 78' | (3 – 0) Jegyzőkönyv | Kovács 43' |

| ETO Park, Győr Játékvezető: Kiss Norbert (magyar) |

| 2. forduló 2008. október 15. 15:00 |

| Haladás                                                         | 5 – 2               | Lombard Pápa                   |
| --------------------------------------------------------------- | ------------------- | ------------------------------ |
| Balassa 24' Skriba 34' Andorka 61' 28' Schimmer 75' Major 90+2' | (2 – 1) Jegyzőkönyv | Fehér 39' Nyári 85' Lelkes 43' |

| Rohonci úti stadion, Szombathely Játékvezető: Oláh Gábor (magyar) |

| 3. forduló 2008. október 29. 15:00 |

| Haladás                            | 3 – 0               | Budaörsi SC          |
| ---------------------------------- | ------------------- | -------------------- |
| Andorka 23' Tóth N. 42' Maikel 53' | (2 – 0) Jegyzőkönyv | Varga 17' Bálint 23' |

| Rohonci úti stadion, Szombathely Játékvezető: Gyarmati II. Tibor (magyar) |

| 4. forduló 2008. november 19. 13:00 |

| BFC Siófok                           | 2 – 1               | Haladás                |
| ------------------------------------ | ------------------- | ---------------------- |
| Magasföldi 32' Ndjodo 44' Tusori 90' | (2 – 1) Jegyzőkönyv | Andorka 24' Kovács 40' |

| Révész Géza utcai stadion, Siófok Játékvezető: Németh Ádám (magyar) |

| 5. forduló 2008. november 12. 15:30 |

| Haladás                                     | 2 – 0               | MTK Budapest                                     |
| ------------------------------------------- | ------------------- | ------------------------------------------------ |
| Tóth N. 30' Maikel 44' Simon 60' Iszlai 87' | (2 – 0) Jegyzőkönyv | Présinger 43' Szabó 61' Kornis 72′ Radulović 87' |

| Rohonci úti stadion, Szombathely Játékvezető: Arany Tamás (magyar) |

| 6. forduló 2008. november 23. 16:30 |

| Haladás                  | 2 – 0               | Győri ETO                                 |
| ------------------------ | ------------------- | ----------------------------------------- |
| Simon 51' 74' Iszlai 21' | (0 – 0) Jegyzőkönyv | Pintér 18' Tóth 45' Fomumbod 53' Böőr 80' |

| Rohonci úti stadion, Szombathely Játékvezető: Bede Ferenc (magyar) |

| 7. forduló 2008. november 29. 15:00 |

| Lombard Pápa                                                                 | 0 – 2               | Haladás                                  |
| ---------------------------------------------------------------------------- | ------------------- | ---------------------------------------- |
| Farkas 30' Venczel 54′ Császár 55' Szabó 57' Granát 72' Varga 76' Germán 82' | (0 – 1) Jegyzőkönyv | Skriba 7' Tóth N. 65' Kaj 40' Maikel 72' |

| Perutz Stadion, Pápa Játékvezető: Mészáros István (magyar) |

| 8. forduló 2008. december 6. 13:00 |

| Budaörsi SC       | 2 – 5               | Haladás                                                               |
| ----------------- | ------------------- | --------------------------------------------------------------------- |
| Nagy 8' Tüske 44' | (2 – 3) Jegyzőkönyv | Skriba 6' 33' Andorka 9' Kaj 53' Maikel 83' Devecseri 65' Csontos 77' |

| Budaörs Játékvezető: Erdős József (magyar) |

| 9. forduló 2009. február 7. 13:30 |

| Haladás                           | 3 – 0               | BFC Siófok  |
| --------------------------------- | ------------------- | ----------- |
| Simon 23' 90' Rácz 73' Maikel 60' | (1 – 0) Jegyzőkönyv | Hollósi 23' |

| Rohonci úti stadion, Szombathely Játékvezető: Oláh Gábor (magyar) |

| 10. forduló 2009. január 22. 13:00 |

| MTK Budapest | 0 – 0               | Haladás |
| ------------ | ------------------- | ------- |
| Szabó 74'    | (0 – 0) Jegyzőkönyv |         |

| Budapest Játékvezető: Király Gergő (magyar) |

#### A B csoport végeredménye
| Színmagyarázat | Színmagyarázat                                                 |
| -------------- | -------------------------------------------------------------- |
|                | A csoportelső és csoportmásodik bejutott a negyeddöntőbe.      |
|                | A csoport többi helyezettje nem folytathatta a kupaszereplést. |

| Csapat       | M  | Gy | D | V | Lg | Kg | Gk  | P  |
| ------------ | -- | -- | - | - | -- | -- | --- | -- |
| Haladás      | 10 | 7  | 1 | 2 | 23 | 10 | +13 | 22 |
| Győri ETO    | 10 | 5  | 1 | 4 | 23 | 19 | +4  | 16 |
| MTK Budapest | 10 | 4  | 3 | 3 | 13 | 17 | -4  | 15 |
| BFC Siófok   | 10 | 4  | 2 | 4 | 20 | 16 | +4  | 14 |
| Budaörs SC   | 10 | 3  | 1 | 6 | 10 | 22 | -12 | 10 |
| Lombard Pápa | 10 | 1  | 4 | 5 | 18 | 23 | -5  | 7  |

#### Negyeddöntő
| Első mérkőzés 2009. március 4. 17:00 |

| Pécsi MFC                                             | 3 – 2               | Haladás                                                       |
| ----------------------------------------------------- | ------------------- | ------------------------------------------------------------- |
| Kovács 75' Horváth 84' Berdó 90+2' 90+2' Wittrédi 85' | (0 – 1) Jegyzőkönyv | Kenesei 44' Kuttor 47' Simon 52' Bonifert 71' Devecseri 90+2' |

| PMFC Stadion, Pécs Játékvezető: Mészáros István (magyar) |

| Visszavágó 2009. március 17. 17:00 |

| Haladás     | 1 – 4               | Pécsi MFC                                       |
| ----------- | ------------------- | ----------------------------------------------- |
| Andorka 49' | (0 – 2) Jegyzőkönyv | Nagy 10' Szalai 22' Lovrencsics 70' Kulcsár 80' |

| Rohonci úti stadion, Szombathely Játékvezető: Sulyok Gergely (magyar) |